# Australische Volleyballnationalmannschaft der Männer
Die australische Volleyballnationalmannschaft der Männer ist eine Auswahl der besten australischen Spieler, die die Australia Volleyball Federation bei internationalen Turnieren und Länderspielen repräsentiert.

## Geschichte

### Weltmeisterschaft
Bei der ersten Teilnahme an einer Volleyball-Weltmeisterschaft kam Australien 1982 nicht über den 22. Platz hinaus. Als sie 1998 zum zweiten Mal dabei waren, erreichten die Australier mit Rang 17 ihr bestes Ergebnis. Bei den Turnieren 2002 und 2006 belegten sie die Plätze 19 und 21.

### Olympische Spiele
2000 in Sydney war Australien als Gastgeber erstmals beim olympischen Turnier dabei und wurde Achter. Bei den Spielen 2004 belegten Australien den elften Rang. Für Peking 2008 konnte sich Australien nicht qualifizieren.

### Asienmeisterschaft
Die erste Volleyball-Asienmeisterschaft fand 1975 in Australien statt und der Gastgeber wurde Vierter. Das gleiche Ergebnis gab es vier Jahre später. Danach wurden die Platzierungen schlechter; über Platz sechs ging es hinunter auf die Ränge elf und zehn. Als die Titelkämpfe 1991 zum zweiten Mal in Australien stattfanden, kehrte der Gastgeber zurück auf den vierten Platz. Nach den Plätzen sechs und fünf erreichten die Australier 1997 hinter China und Japan erstmals die Medaillenränge. Zwei Jahre später unterlagen sie den Chinesen erst im Finale. 2001 wurden sie im Endspiel vom Gastgeber Südkorea geschlagen. Es folgten die Plätze vier und acht. 2007 wurde Australien nach einem Sieg gegen Japan zum ersten Mal Asienmeister.

### World Cup
Australien nahm 2007 zum ersten Mal am World Cup teil und belegte den achten Platz.

### Weltliga
Bei der bislang einzigen Teilnahme an der Weltliga wurde Australien 1999 Zehnter.